# 英國鐵路55型柴電機車
英國鐵路55型柴電機車（British Rail Class 55 ），暱稱「三角（Deltic）」 ，是英国电氣公司于 1961 年和 1962 年为英国铁路公司建造的柴電机车。本型車設計用於爱丁堡和倫敦國王十字車站的东海岸主线上的高速快速客运服务。因為原型機車使用納皮爾三角氣缸配置柴油引擎（Napier Deltic），而被稱為DP1 Deltic，本型車因而暱稱Deltic（三角）。單機高達3300匹馬力（2500KW）的輸出，本型車面世時，是世界上最強大的內燃機車。 官方紀錄最高時速為100英里（161公里），但營運時經常超過此速度，尤其是在營運後期，在平坦路線曾有高達117英里（188公里）的時速，下坡曾有125英里（201公里）的時速。 
本型車共製造 22 辆，牽引東海岸主線的特快列車（主要在倫敦至里茲與愛丁堡區間）。 隨著城際列車125的引入，1978 年開始本型車降級牽引倫敦国王十字車站至约克、爱丁堡和赫尔等區間的半快速列車，以及臥鋪列車。所有機車已在 1980 年 1 月至 1981 年 12 月退役。

## 背景

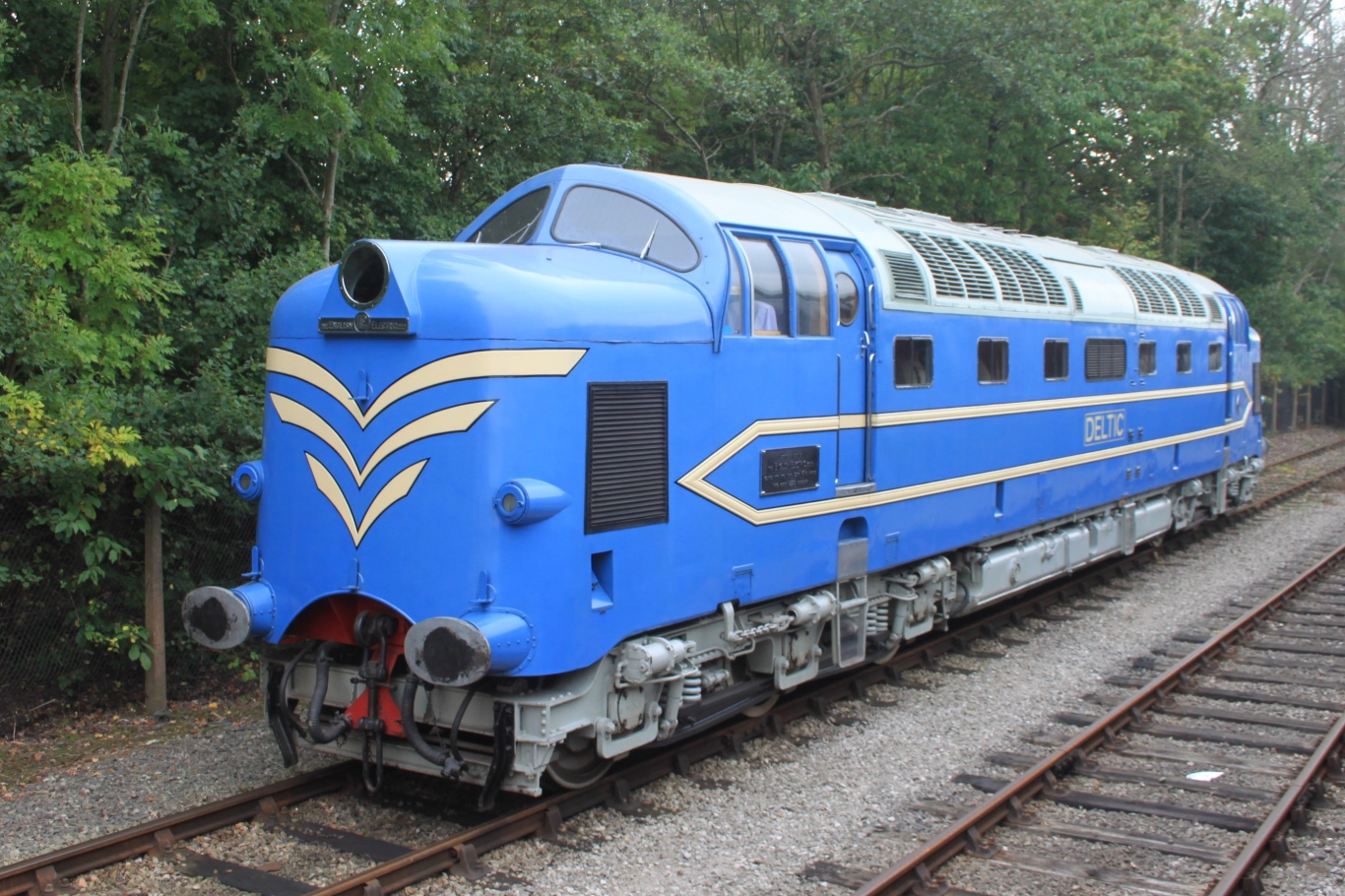
DP1原型車

1955 年，英国电氣公司位于普雷斯顿的工廠製造了一部柴電機車原型車，正式名稱为 DP1，但通常被称为DELTIC 。本車實驗性地裝上兩部船舶使用的Napier Deltic引擎，這種汽缸成三角形配置的引擎，轉速（1500 RPM）為當時一般柴油引擎的兩倍，所以有更高的功率重量比。本車裝配兩部引擎，每部出力1650匹馬力（1230千瓦），總出力為3300匹馬力（約2500千瓦），車重106 吨。  
本車以當年的英國鐵路標準而言，體積龐大，而顯然受到當時美國柴電機車影響的牛頭犬造型，也是本車的特點。  
恰好當時英國鐵路東區管理單位需要新型柴電機車，取代戰前製造的A4型蒸汽機車牽引東海岸主線的頂級特快車。當局對於現有的40型柴油機車並不滿意。引擎出力為2,000匹馬力（1,500千瓦特），實際牽引出力為 1,450匹馬力（1,080千瓦特），與當時使用的蒸氣機車相比並不突出。DELTIC原型車的表現讓管理階層留下深刻印象，说服英国铁路公司购买了基于它的量產型機車。  

## 生产

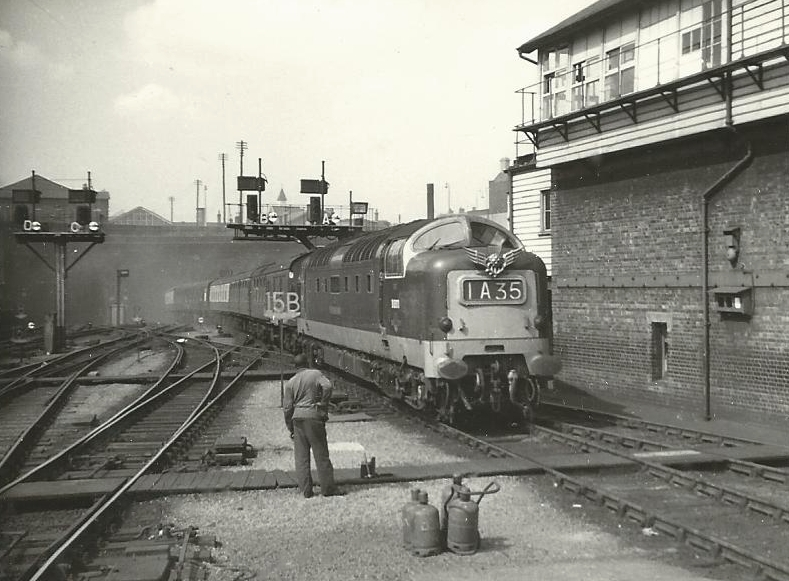
D9013 1966 年牽引飛翔的蘇格蘭人號，塗裝為英國鐵路綠色，前端塗成黃色警示色。

1958 年 3 月，英國電器公司取得了22輛機車的訂單（原始計畫為23輛）， 計畫將取代55輛A4型蒸汽機車。這是因為柴電機車不需要大量时间来清洁、補充燃料與和点火。總價為 3,410,000 英镑（相當今日84755401英鎊）， 每輛車155,000 英镑（相當今日3852518英鎊。 但由於本型車引擎設計複雜，需專業維修，同時簽訂了五年的服務級別協議，英國電氣同意以固定价格維護引擎與發電機；這是英国铁路公司的第一份此类合約。還備有備份引擎，以便更換引擎進行大修同時使機車能繼續運作。運行英國電氣公司並在唐卡斯特工厂培訓英国铁路员工，合約結束後由其接手維修工作。  
量产机车在紐頓樂威洛斯（Newton-le-Willows）的Vulcan廠（Vulcan Foundry）製造。機械上與原型車極為類似，但外觀改採較保守的造型，塗裝配色更加鮮明，大型頭燈也更換掉了。 量產型車重比原型車減輕 7 吨（ 99 吨），但車身延長將近兩英尺（0.61公尺）。原定在 1960 年 3 月后的一年内交車，但拖延到1961年夏天才正式營運。  
这些机车被分配到伦敦的芬斯伯里公园、纽卡斯尔附近的盖茨黑德和爱丁堡的乾草市場站，之後每部機車都得到了命名（盖茨黑德與乾草市場的機車命名來自英格兰东北部和苏格兰的英军军团）。 
英國電氣也製造了 10 輛僅裝有一部Napier Deltic 引擎的機車，稱為23型，因為是Deltic 的縮小版，又被稱為"Baby Deltics"`。但表現不如預期，1971年全部退役。 
1970 年代初期加裝了设备, 为Mark 2空调客车供电。  
|      |              |      |
| 代码 | 姓名         | 数量 |
| FP   | 芬斯伯里公园 | 8    |
| GD   | 盖茨黑德     | 6    |
| HA   | 干草市场     | 8    |
| 全部 | 全部         | 22   |

本型車是東海岸主線機車的重大提升。  加速迅速，並能長時間保持高速行駛，1962 年全部投入使用後，伦敦到爱丁堡的行車時間由 7 小时缩短到 6 小时。雖然這與战前A4型蒸汽機車牽引加冕號列車（The Coronation）的行車時間差不多，但這是全天都有的标准票价一般特快車，而不是當年的列車是每天只有一班的頂級票價特快車，且擁有最高行車優先權。从 1966 年开始，東海岸主線路線與號誌也逐步升級，包括升级轨道、改善曲率與各站通過線，到了 1973 年，伦敦至爱丁堡的行車时间又缩短了半小时。本型車牽引的飛翔的蘇格蘭人號表定在 5.5 小时内抵達爱丁堡，中途僅停靠紐卡索，全程393英里（632公里）的平均時速為71英里（114公里）。  

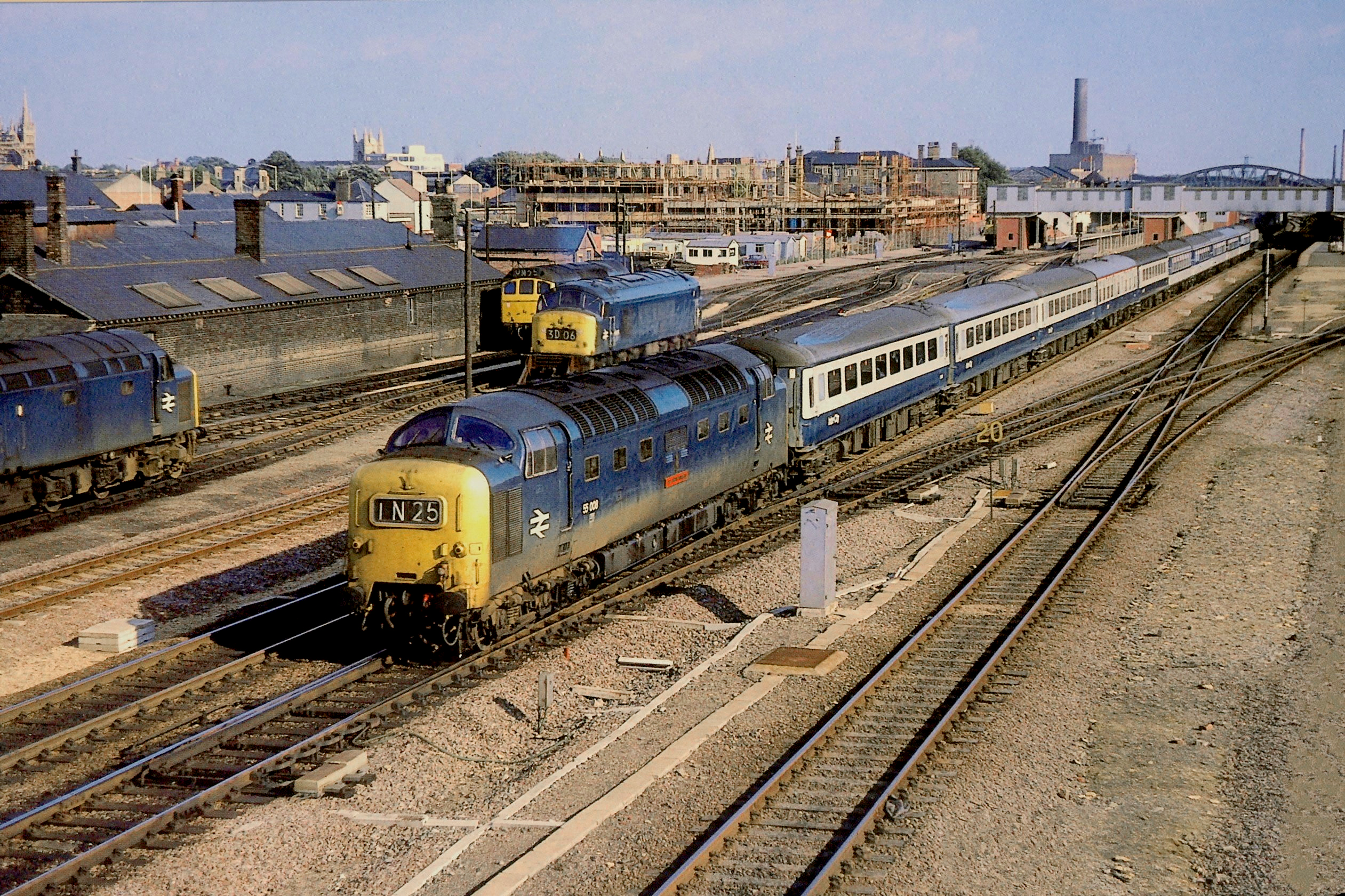
55008號車，攝於彼得伯勒，1974年。

早在 1963 年，本型車就締造了時速達到104英里的紀錄。

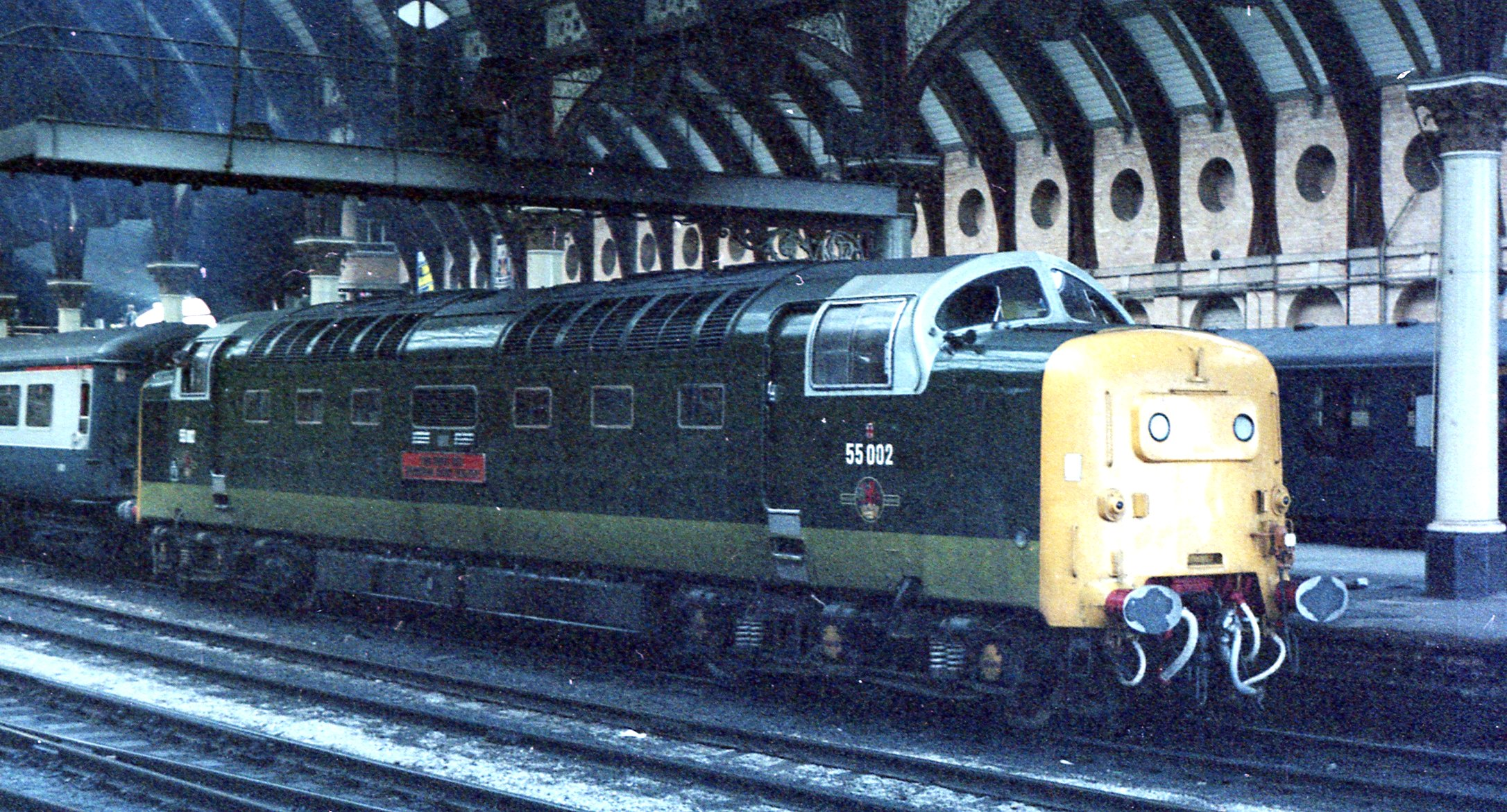
55 002號車，原始的两色绿色塗裝。約克站。

1978年2月2日，紐卡索7點25分開車前往國王十字車站的班車，由即將退休的司機員駕駛 55 008號車，牽引十節客車（總重343噸），締造了本型車的速度紀錄；在約克至倫敦區間行駛時間为 137 分 15 秒（包括各种信号停止和其他强制减速事件）；净时间估计为 115 分 45 秒，平均時速97英里（156公里）。在達靈頓與約克區間的平坦路線達到113英里（182公里）的時速，奧福德達到114英里的時速，在斯托克班克的下坡達到125英里（201公里）的時速。 
在營運晚期，本型車牽引的列車時速仍常超過100英里；其中最快的定期列車是1978年5月開始行駛的，倫敦與赫爾之間的赫爾主管號（Hull Executive）；下行（北行）列車從國王十字車站到雷特福德站，平均速度为91.4 mph（147.1 km/h），使其成为当时英国最快的机车牵引定期列车，直到 1981 年改由城際列車125型行駛。

### 退役
隨著1978年開始在東海岸主線行駛城際列車125型高速列車，本型車開始退居次要角色。英国铁路公司一般而言並不想維持數量較少的非標準型機車的車隊，也思考了本型車的未來，但都没有结果。本型車的一大缺點是營運成本高昂，主要因為引擎設計複雜，需要昂貴的專業維修，也因此妨礙了轉用於其他路線的可能。在營運的最後几年，本型車主要牽引伦敦和约克之间的次級快車，以及牽引前往其一般運用範圍以外的觀光列車，例如埃克塞特、伯恩茅斯、奧本。  

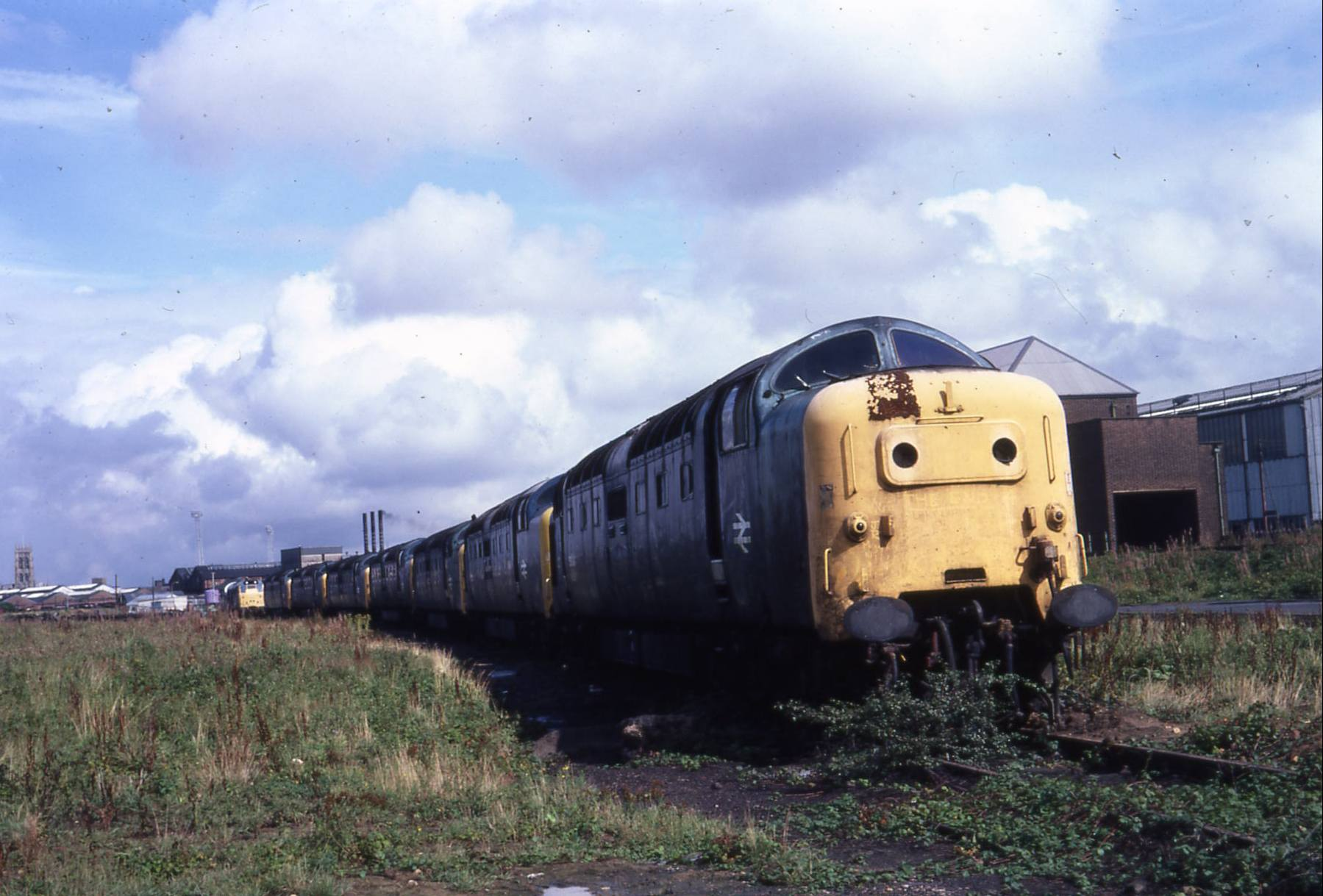
1982 年 8 月，唐卡斯特工厂，7輛退役的三角柴電機車

1980年至1982年之間車隊漸漸萎縮。當局並未訂購新的零件，於是一些機車停用，並拆解其零件供其他機車使用。退役的機車於唐卡斯特拆解，最終報廢；有一段時間本型車的拆解線成為鐵道迷的熱點。 1981 年 11 月，唐卡斯特工厂拆除了其三角引擎大修设施。 
国家铁路博物馆选择了 55 002 號車保存，並由国家铁路博物馆之友赞助將其重新粉刷成原来的绿色涂装。 為了擔心 55 002 號車在最后几个月的運轉發生意外，已經退役的 55 005號車在唐卡斯特工厂暫停拆解，直到本型車的商業運轉結束。
最后一班常規列车是 1981 年 12 月 31 日 ，於16:30 從阿伯丁開往约克的班車，由55 019號車从爱丁堡開始牽引，于午夜前抵达约克。 最后列車是特別列車，稱為「三角苏格兰人號告别活動（Deltic Scotsman Farewell）」，于 1982 年 1 月 2 日由 55 015號車牽引，從國王十字車站至愛丁堡，返程則由55 022號車牽引；雙程的彼得伯勒至纽卡索區間則由55 009號車伴隨，以防本務機車故障。之后所有機車集中至唐卡斯特工厂，于 1982 年 2 月集体展出，然后才开始拆解。 
| 年度   | 當年初的輛數 | 退役輛數 | 車號                             | 附註                                                   |
| ------ | ------------ | -------- | -------------------------------- | ------------------------------------------------------ |
| 1980   | 22           | 3        | 55 001/003/020                   |                                                        |
| 1981年 | 19           | 16       | 55 002/004-8/010-014/016-019/021 | 保存55 008、 021的駕駛室，以及55 002/016 和 019 三輛車 |
| 1982年 | 3            | 3        | 55 009/015/022                   | 三輛車全數保存                                         |

## 保存車

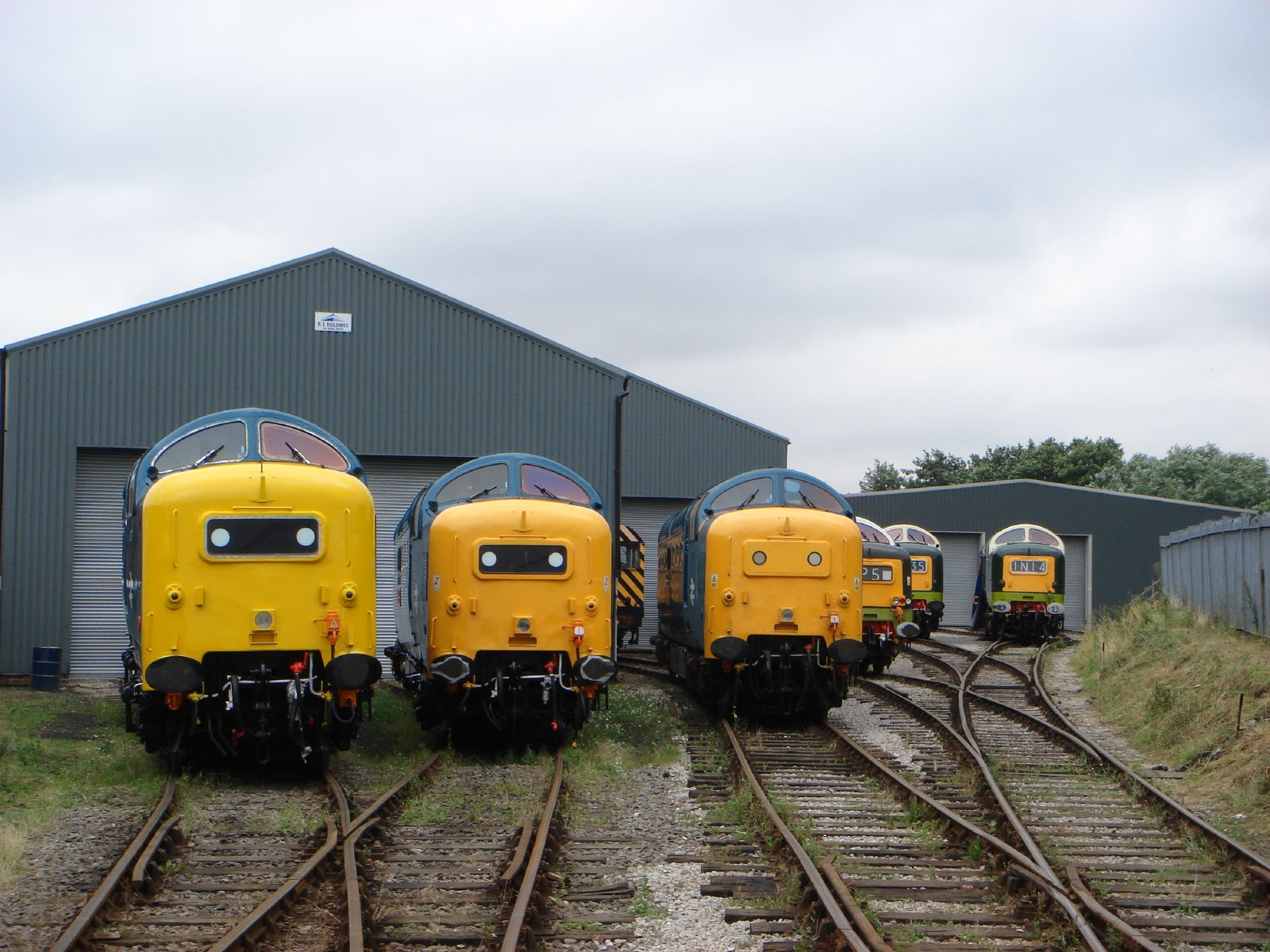
巴羅山機車庫，保存六輛
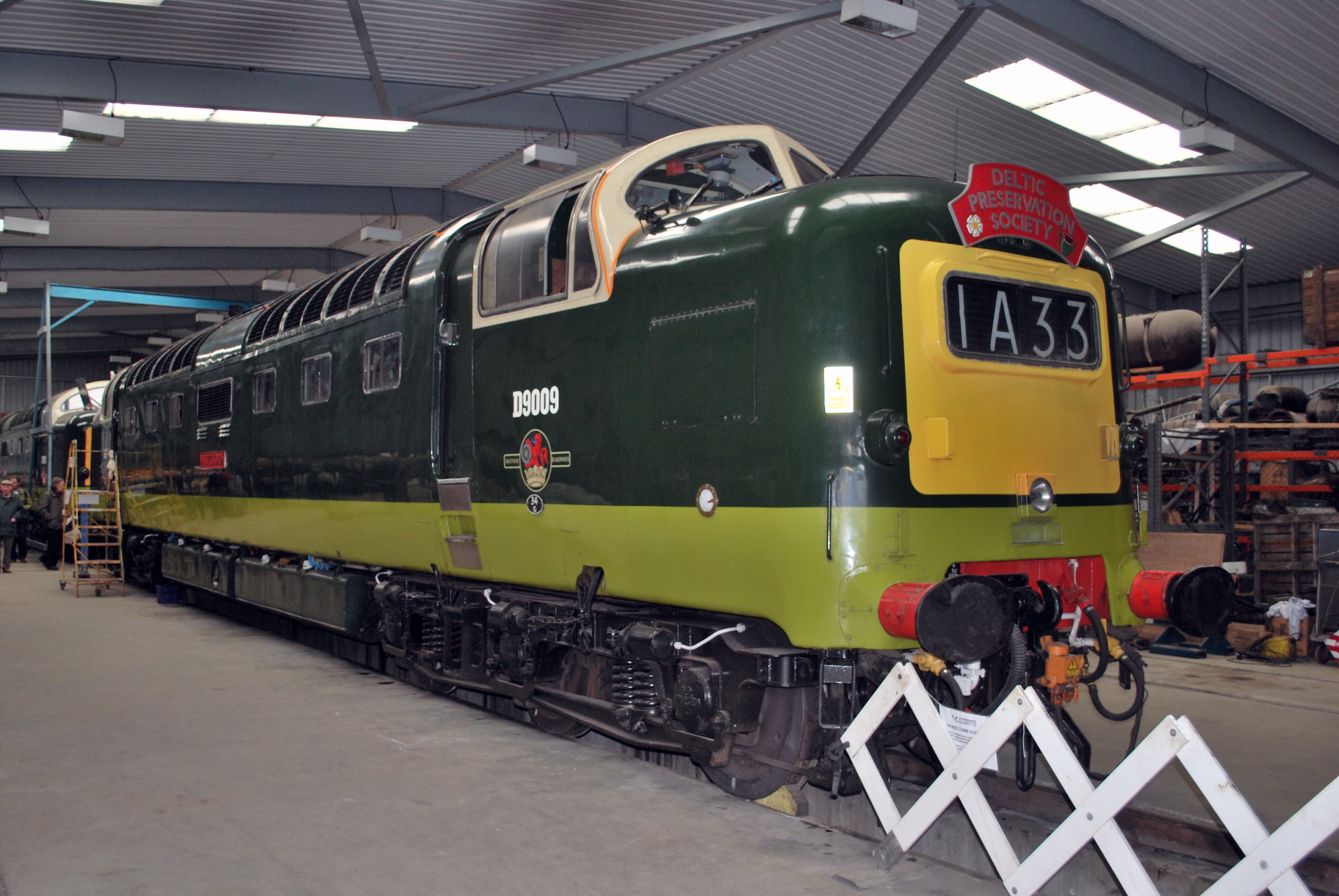
D9009 （55 009號車）在巴羅山車庫展示，為英國鐵路綠色塗裝。

共有六辆机车動態保存，且曾行駛於主線；但55 015號只在 1980 年的行駛於主線一次。还保留了两輛車的駕駛室。